# Esmeralda (nome)
Esmeralda  è un nome proprio di persona italiano femminile.

## Varianti
- Alterati: Emeralda, Smeralda[1][2]
- Maschili: Emeraldo[1][2], Smeraldo[1][2]

### Varianti in altre lingue
- Albanese: Esmeralda[4]
- Catalano: Esmaragda[5]
- Francese: Emeraude, Esmeralde
- Greco antico: Σμαραγδη (Smaragdē)[1]
  - Maschili: Σμᾰ́ραγδος (Smaragdos)[1]
- Greco moderno: Σμαράγδα (Smaragda)[4]
  - Maschili: Σμάραγδος (Smaragdos)[4]
- Inglese: Esmeralda[4][6], Esmaralda (raro)[4], Emerald[7]
- Polacco: Esmeralda
- Portoghese: Esmeralda[4]
- Spagnolo: Esmeralda[4][5][6]
- Turco: Zümra[4]
- Ungherese: Eszmeralda

## Origine e diffusione

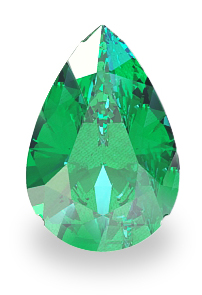
Uno smeraldo sagomato a goccia

È un nome augurale che riprende il nome di una pietra preziosa, lo smeraldo: il termine proviene, tramite il latino smaragdus, dal greco antico σμάραγδος?, smaragdos, che già allora era usato come nome personale. Etimologicamente σμάραγδος, che significa propriamente "pietra verde" e che indicava tanto lo smeraldo quanto la malachite, risale alla radice semitica baraq ("splendore").
La sua diffusione in Italia è stata promossa dal culto di santa Eustochia Smeralda Calafato, nonché dal personaggio di Esmeralda del romanzo di Victor Hugo Notre-Dame de Paris (1831); negli anni 1970 se ne contavano circa duemila occorrenze (di cui quattrocento della forma Smeralda), con più alta frequenza in Toscana e Sicilia. Nei paesi anglofoni è attestato sia nella forma Esmeralda (sempre diffusa grazie al romanzo di Hugo), sia nella forma Emerald (direttamente tratta dal nome inglese della pietra).

## Onomastico
L'onomastico si può festeggiare il 20 gennaio in ricordo di santa Eustochia Smeralda Calafato, badessa delle clarisse, oppure l'8 agosto in memoria di san Smaragdo, martirizzato con altri compagni a Roma sotto Diocleziano.

## Persone
- Esmeralda Barros, attrice brasiliana
- Esmeralda Calabria, montatrice e regista italiana
- Esmeralda Mallada, astronoma e docente uruguaiana
- Esmeralda Pimentel, attrice e modella messicana
- Esmeralda Ruspoli, attrice e pittrice italiana

### Variante Smeralda
- Eustochia Smeralda Calafato, religiosa italiana

### Varianti maschili
- Smaragd di Kalocsa, arcivescovo cattolico ungherese
- Smaragdo di Saint-Mihiel, abate francese
- Smeraldo di Giovanni, pittore italiano
- Smaragde Mbonyintege, vescovo cattolico ruandese
- Smeraldo Smeraldi, ingegnere e cartografo italiano
- Smeraldo Zecca, politico italiano

## Il nome nelle arti
- Esmeralda è un personaggio del romanzo Notre-Dame de Paris di Victor Hugo, e delle opere da esso derivate.
- Esmeralda è un personaggio del film del 1985 È arrivato mio fratello, diretto da Castellano e Pipolo.
- Esmeralda è un personaggio del film del 1999 Vacanze di Natale 2000, diretto da Carlo Vanzina.
- Esmeralda è un personaggio del film del 2003 Leprechaun 6 - Ritorno nel ghetto, diretto da Steven Ayromlooi.
- Esmeralda è un personaggio del film del 2008 La classe - Entre les murs, diretto da Laurent Cantet.
- Esmeralda è un personaggio dell'omonima telenovela messicana.
- Emeraldas è un personaggio del manga Queen Emeraldas di Leiji Matsumoto.
- Emeraude è un personaggio della serie di anime e manga Magic Knight Rayearth.
- Green Esmeraude (Esmeralda nel primo doppiaggio italiano) è un personaggio secondario del manga Sailor Moon.
- Miss Esmeralda Avocet è un personaggio della serie di romanzi Miss Peregrine. La casa dei ragazzi Speciali, e dell'omonimo film da essa tratto del 2016
- Esmeralda de Gomez è un personaggio della storia a fumetti Disney I promessi topi.
- Esmeralda Marini è un personaggio del film del 1968 Ruba al prossimo tuo, diretto da Francesco Maselli.
- Esmeralda Tuc è un personaggio dell'universo immaginario de Il Signore degli Anelli, creato da J. R. R. Tolkien.
- Esmeralda Villalobos è un personaggio del film del 1994 Pulp Fiction, diretto da Quentin Tarantino.
- Esmerelda "Esme" Weatherwax, più nota come Nonnina Weatherwax, è un personaggio della serie fantasy del Mondo Disco scritta da Terry Pratchett.
- Ritratto di Esmeralda Brandini è un'opera di Sandro Botticelli.